# Kandelān
Kandelān (persiska: كَندِهلان, كَندِلَن, كَند هِلان, كَندلان, كَند هَلَن, Kandehlān, کندلان) är en ort i Iran.   Den ligger i provinsen Hamadan, i den nordvästra delen av landet, 280 km sydväst om huvudstaden Teheran. Kandelān ligger 1 892 meter över havet och antalet invånare är 563.
Terrängen runt Kandelān är lite kuperad. Runt Kandelān är det ganska tätbefolkat, med 104 invånare per kvadratkilometer. Närmaste större samhälle är Azandarīān, 8,5 km väster om Kandelān. Trakten runt Kandelān består i huvudsak av gräsmarker.